# Wereldkampioenschap superbike van Misano 2002
Het wereldkampioenschap superbike van Misano 2002 was de achtste ronde van het wereldkampioenschap superbike en het wereldkampioenschap Supersport 2002. De races werden verreden op 23 juni 2002 op het Circuito Internazionale Santa Monica nabij Misano Adriatico, Italië.

## Superbike

### Race 1
| Pos | Nr  | Rijder               | Constructeur | Rondes | Tijd                | Grid | Punten |
| --- | --- | -------------------- | ------------ | ------ | ------------------- | ---- | ------ |
| 1   | 1   | Troy Bayliss         | Ducati       | 25     | 40:04.994           | 1    | 25     |
| 2   | 2   | Colin Edwards        | Honda        | 25     | +2.906              | 3    | 20     |
| 3   | 100 | Neil Hodgson         | Ducati       | 25     | +0:14.095           | 4    | 16     |
| 4   | 41  | Noriyuki Haga        | Aprilia      | 25     | +19.000             | 6    | 13     |
| 5   | 155 | Ben Bostrom          | Ducati       | 25     | +33.644             | 2    | 11     |
| 6   | 7   | Pierfrancesco Chili  | Ducati       | 25     | +42.275             | 10   | 10     |
| 7   | 9   | Chris Walker         | Kawasaki     | 25     | +47.899             | 12   | 9      |
| 8   | 52  | James Toseland       | Ducati       | 25     | +49.885             | 5    | 8      |
| 9   | 19  | Lucio Pedercini      | Ducati       | 25     | +53.545             | 7    | 7      |
| 10  | 10  | Gregorio Lavilla     | Suzuki       | 25     | +57.204             | 13   | 6      |
| 11  | 20  | Marco Borciani       | Ducati       | 25     | +1:03.071           | 14   | 5      |
| 12  | 46  | Mauro Sanchini       | Kawasaki     | 25     | +1:10.073           | 16   | 4      |
| 13  | 99  | Steve Martin         | Ducati       | 25     | +1:15.226           | 9    | 3      |
| 14  | 28  | Serafino Foti        | Ducati       | 25     | +1:26.304           | 17   | 2      |
| 15  | 6   | Peter Goddard        | Benelli      | 25     | +1:33.220           | 19   | 1      |
| 16  | 113 | Paolo Blora          | Ducati       | 24     | +1 ronde            | 26   |        |
| 17  | 36  | Ivan Clementi        | Kawasaki     | 24     | +1 ronde            | 20   |        |
| 18  | 50  | Alessandro Valia     | Ducati       | 24     | +1 ronde            | 23   |        |
| 19  | 5   | Mark Heckles         | Honda        | 24     | +1 ronde            | 24   |        |
| 20  | 68  | Bertrand Stey        | Honda        | 24     | +1 ronde            | 25   |        |
| 21  | 61  | Marjan Malec         | Ducati       | 24     | +1 ronde            | 28   |        |
| DNF | 151 | Michele Malatesta    | Ducati       | 5      | Uitgevallen         | 22   |        |
| DNF | 12  | Broc Parkes          | Ducati       | 4      | Uitgevallen         | 18   |        |
| DNF | 40  | Giuliano Sartoni     | Ducati       | 4      | Uitgevallen         | 27   |        |
| DNF | 11  | Rubén Xaus           | Ducati       | 3      | Ongeluk             | 8    |        |
| DNF | 33  | Juan Borja           | Ducati       | 3      | Uitgevallen         | 11   |        |
| DNF | 30  | Alessandro Antonello | Ducati       | 0      | Ongeluk             | 15   |        |
| DNS | 14  | Hitoyasu Izutsu      | Kawasaki     | 0      | Niet gestart        | 21   |        |
| DNQ | 23  | Jiří Mrkývka         | Ducati       | 0      | Niet gekwalificeerd |      |        |
| DNQ | 70  | Yann Gyger           | Honda        | 0      | Niet gekwalificeerd |      |        |
| DNQ | 93  | Cristian Caliumi     | Ducati       | 0      | Niet gekwalificeerd |      |        |

### Race 2
| Pos | Nr  | Rijder               | Constructeur | Rondes | Tijd                | Grid | Punten |
| --- | --- | -------------------- | ------------ | ------ | ------------------- | ---- | ------ |
| 1   | 1   | Troy Bayliss         | Ducati       | 25     | 40:07.599           | 1    | 25     |
| 2   | 2   | Colin Edwards        | Honda        | 25     | +3.329              | 3    | 20     |
| 3   | 41  | Noriyuki Haga        | Aprilia      | 25     | +8.447              | 6    | 16     |
| 4   | 100 | Neil Hodgson         | Ducati       | 25     | +14.089             | 4    | 13     |
| 5   | 155 | Ben Bostrom          | Ducati       | 25     | +21.484             | 2    | 11     |
| 6   | 10  | Gregorio Lavilla     | Suzuki       | 25     | +36.166             | 13   | 10     |
| 7   | 7   | Pierfrancesco Chili  | Ducati       | 25     | +36.544             | 10   | 9      |
| 8   | 9   | Chris Walker         | Kawasaki     | 25     | +44.766             | 12   | 8      |
| 9   | 19  | Lucio Pedercini      | Ducati       | 25     | +1:00.252           | 7    | 7      |
| 10  | 20  | Marco Borciani       | Ducati       | 25     | +1:06.518           | 14   | 6      |
| 11  | 46  | Mauro Sanchini       | Kawasaki     | 25     | +1:14.551           | 16   | 5      |
| 12  | 99  | Steve Martin         | Ducati       | 25     | +1:16.338           | 9    | 4      |
| 13  | 151 | Michele Malatesta    | Ducati       | 25     | +1:25.295           | 22   | 3      |
| 14  | 12  | Broc Parkes          | Ducati       | 25     | +1:28.068           | 18   | 2      |
| 15  | 68  | Bertrand Stey        | Honda        | 24     | +1 ronde            | 25   | 1      |
| 16  | 61  | Marjan Malec         | Ducati       | 24     | +1 ronde            | 28   |        |
| 17  | 40  | Giuliano Sartoni     | Ducati       | 24     | +1 ronde            | 27   |        |
| DNF | 6   | Peter Goddard        | Benelli      | 15     | Uitgevallen         | 19   |        |
| DNF | 36  | Ivan Clementi        | Kawasaki     | 14     | Uitgevallen         | 20   |        |
| DNF | 113 | Paolo Blora          | Ducati       | 10     | Uitgevallen         | 26   |        |
| DNF | 5   | Mark Heckles         | Honda        | 8      | Uitgevallen         | 24   |        |
| DNF | 28  | Serafino Foti        | Ducati       | 6      | Uitgevallen         | 17   |        |
| DNF | 11  | Rubén Xaus           | Ducati       | 5      | Ongeluk             | 8    |        |
| DNF | 52  | James Toseland       | Ducati       | 4      | Uitgevallen         | 5    |        |
| DNF | 30  | Alessandro Antonello | Ducati       | 2      | Uitgevallen         | 15   |        |
| DNF | 33  | Juan Borja           | Ducati       | 2      | Uitgevallen         | 11   |        |
| DNF | 50  | Alessandro Valia     | Ducati       | 0      | Uitgevallen         | 23   |        |
| DNS | 14  | Hitoyasu Izutsu      | Kawasaki     | 0      | Niet gestart        | 21   |        |
| DNQ | 23  | Jiří Mrkývka         | Ducati       | 0      | Niet gekwalificeerd |      |        |
| DNQ | 70  | Yann Gyger           | Honda        | 0      | Niet gekwalificeerd |      |        |
| DNQ | 93  | Cristian Caliumi     | Ducati       | 0      | Niet gekwalificeerd |      |        |

## Supersport
| Pos | Nr  | Rijder                | Constructeur | Rondes | Tijd        | Grid | Punten |
| --- | --- | --------------------- | ------------ | ------ | ----------- | ---- | ------ |
| 1   | 99  | Fabien Foret          | Honda        | 23     | 38:24.180   | 1    | 25     |
| 2   | 37  | Katsuaki Fujiwara     | Suzuki       | 23     | +0.086      | 2    | 20     |
| 3   | 69  | James Whitham         | Yamaha       | 23     | +0.794      | 12   | 16     |
| 4   | 91  | Christian Kellner     | Yamaha       | 23     | +0.839      | 7    | 13     |
| 5   | 2   | Paolo Casoli          | Yamaha       | 23     | +6.574      | 8    | 11     |
| 6   | 1   | Andrew Pitt           | Kawasaki     | 23     | +8.107      | 4    | 10     |
| 7   | 13  | Christophe Cogan      | Honda        | 23     | +8.588      | 6    | 9      |
| 8   | 17  | Chris Vermeulen       | Honda        | 23     | +11.357     | 15   | 8      |
| 9   | 81  | Robert Ulm            | Honda        | 23     | +14.901     | 5    | 7      |
| 10  | 15  | Alessio Corradi       | Yamaha       | 23     | +16.819     | 11   | 6      |
| 11  | 5   | Kevin Curtain         | Yamaha       | 23     | +16.960     | 16   | 5      |
| 12  | 20  | Stefano Cruciani      | Yamaha       | 23     | +26.966     | 13   | 4      |
| 13  | 12  | Stéphane Chambon      | Suzuki       | 23     | +28.923     | 3    | 3      |
| 14  | 11  | Piergiorgio Bontempi  | Ducati       | 23     | +30.407     | 14   | 2      |
| 15  | 68  | Camillo Mariottini    | Yamaha       | 23     | +30.926     | 21   | 1      |
| 16  | 7   | Karl Muggeridge       | Honda        | 23     | +31.434     | 17   |        |
| 17  | 8   | James Ellison         | Kawasaki     | 23     | +40.391     | 20   |        |
| 18  | 118 | Christian Zaiser      | Yamaha       | 23     | +51.521     | 18   |        |
| 19  | 33  | Rob Frost             | Yamaha       | 23     | +52.581     | 30   |        |
| 20  | 66  | Cristian Magnani      | Yamaha       | 23     | +52.756     | 28   |        |
| 21  | 67  | Norino Brignola       | Suzuki       | 23     | +1:01.843   | 31   |        |
| 22  | 116 | Sébastien Charpentier | Honda        | 23     | +1:15.545   | 25   |        |
| 23  | 64  | Claudio Cipriani      | Yamaha       | 23     | +1:21.869   | 29   |        |
| 24  | 14  | Diego Giugovaz        | Yamaha       | 23     | +1:22.124   | 26   |        |
| DNF | 44  | Antonio Carlacci      | Yamaha       | 21     | Uitgevallen | 19   |        |
| DNF | 42  | Matthieu Lagrive      | Yamaha       | 8      | Uitgevallen | 23   |        |
| DNF | 16  | Gianluca Nannelli     | Ducati       | 7      | Uitgevallen | 22   |        |
| DNF | 70  | Nigel Arnold          | Honda        | 7      | Uitgevallen | 24   |        |
| DNF | 3   | Jörg Teuchert         | Yamaha       | 5      | Ongeluk     | 10   |        |
| DNF | 10  | John McGuinness       | Honda        | 3      | Ongeluk     | 27   |        |
| DNF | 9   | Iain MacPherson       | Honda        | 2      | Ongeluk     | 9    |        |

## Tussenstanden na wedstrijd

### Superbike
| Pos | Nr  | Rijder        | Team    | Punten |
| --- | --- | ------------- | ------- | ------ |
| 1   | 1   | Troy Bayliss  | Ducati  | 360    |
| 2   | 2   | Colin Edwards | Honda   | 311    |
| 3   | 100 | Neil Hodgson  | Ducati  | 194    |
| 4   | 41  | Noriyuki Haga | Aprilia | 182    |
| 5   | 155 | Ben Bostrom   | Ducati  | 165    |

### Supersport
| Pos | Nr | Rijder            | Team     | Punten |
| --- | -- | ----------------- | -------- | ------ |
| 1   | 99 | Fabien Foret      | Honda    | 118    |
| 2   | 12 | Stéphane Chambon  | Suzuki   | 115    |
| 3   | 1  | Andrew Pitt       | Kawasaki | 113    |
| 4   | 37 | Katsuaki Fujiwara | Suzuki   | 104    |
| 5   | 91 | Christian Kellner | Yamaha   | 78     |

1991 · 1993 · 1994 · 1995 · 1996 · 1997 · 1998 · 1999 · 2000 · 2001 · 2002 · 2003 · 2004 · 2005 · 2006 · 2007 · 2008 · 2009 · 2010 · 2011 · 2012 · 2014 · 2015 · 2016 · 2017 · 2018 · 2019 · 2021 · 2022 · 2023 · 2024 · 2025